# Thanatus coloradensis
Thanatus coloradensis là một loài nhện trong họ Philodromidae.
Loài này thuộc chi Thanatus. Thanatus coloradensis được Eugen von Keyserling miêu tả năm 1880.